# Вирусоо
Вирусоо (ест. Võrusoo, виро Võrosuu) — село в Естонії, входить до складу волості Виру, повіту Вирумаа.